# Tidabius zionicus
Tidabius zionicus är en mångfotingart som beskrevs av Chamberlin 1925. Tidabius zionicus ingår i släktet Tidabius och familjen stenkrypare. Inga underarter finns listade i Catalogue of Life.